# CSS Tennessee (1862)

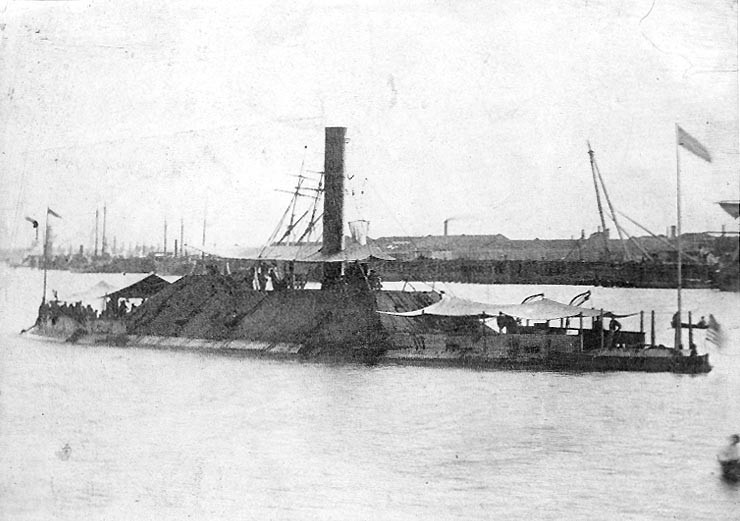
CSS Tennessee

De CSS Tennessee was tijdens de Amerikaanse Burgeroorlog een ironclad van de Geconfedereerde Staten van Amerika.
Aan dit pantserschip werd vanaf oktober 1861 gebouwd op een scheepswerf in Memphis. Het was een zusterschip van de CSS Arkansas. De bedoeling was dat het zou worden uitgerust met acht kanonnen en een stalen ram. Maar de Tennessee werd, voor hij was afgewerkt, op 5 juni 1862 verwoest door noordelijke troepen. Een jaar later kwam er een gelijknamig oorlogsschip: de CSS Tennessee.